# Luvia Petersen
Luvia Petersen (15 aprile 1978) è un'attrice canadese.

## Carriera
È conosciuta per aver interpretato Jasmine Garza nella serie fantascientifica Continuum. Dal 2017 al 2018 è nel cast di Ghost Wars.

## Vita privata
Apertamente bisessuale, è sposata dal 2015 con Jessie Robertson.

## Filmografia

### Cinema
- X-Files - Voglio crederci (The X-Files: I Want to Believe), regia di Chris Carter (2008)
- Scorched Earth - Cacciatrice di taglie (Scorched Earth), regia di Peter Howitt (2018)

### Televisione
- The L Word - serie TV, 2 episodi (2004-2005)
- Reaper - In missione per il diavolo (Reaper) - serie TV, episodio 2x11 (2009)
- Sanctuary - serie TV, episodio 3x10 (2009)
- Continuum - serie TV, 39 episodi (2012-2015)
- Falling Skies - serie TV, 2 episodi (2013)
- Psych - serie TV, episodio 8x05 (2014)
- Motive - serie TV, 3 episodi (2015-2016)
- The 100 - serie TV, episodio 2x04 (2015)
- Ghost Wars - serie TV, 12 episodi (2017-2018)
- The Good Doctor - serie TV, episodio 1x07 (2017)
- ReBoot: The Guardian Code - serie TV, 10 episodi (2018)
- Riverdale - serie TV, 4 episodi (2019-2023)
- The Murders - serie TV, 7 episodi (2019)
- Supernatural - serie TV, episodio 15x08 (2019)
- Il club delle babysitter (The Baby-Sitters Club) - serie TV, episodio 1x02 (2020)
- Van Helsing - serie TV, 4 episodi (2021)
- Il diavolo in Ohio (Devil in Ohio) - miniserie televisiva, episodi 6 e 7 (2022)
- Kung Fu - serie TV, episodio 2x01 (2022)
- Avvocati di famiglia (Family Law) - serie TV, episodio 2x03 (2022)
- School Spirits - serie TV, 2 episodi (2023)

### Doppiaggio
- Dead Rising 4 - videogioco, voce di Jessa (2017)

## Doppiatrici italiane
Nelle versioni in italiano delle opere in cui ha recitato, Luvia Petersen è stata doppiata da:
- Emanuela D'Amico in Riverdale (ep. 3x20), Supernatural, Il diavolo in Ohio
- Gilberta Crispino in Falling Skies, Ghost Wars
- Emanuela Pacotto in Continuum
- Beatrice Margiotti in The Good Doctor
- Monica Migliori in Riverdale (ep. 4x14)
- Emanuela Damasio in Scorched Earth - Cacciatrice di taglie
- Federica De Bortoli in Van Helsing

Da doppiatrice è stata sostituita da:
- Alice Bertocchi in Dead Rising 4